# Ньири
Ньири (суахили и англ. Nyiri) — песчаная пустыня, расположенная в 80 километрах к востоку от озера Магади, вблизи горы Килиманджаро в Кении. Также известна, как пустыня Тару.

## Географическое положение
Пустыня находится на юге Кении, в 80 километрах к востоку от озера Магади. Пустыня находится в дождевой тени горы Килиманджаро, из-за чего в ней крайне редко выпадают осадки. На территории пустыни располагается национальный парк Амбосели, включающий северную половину озера Амбосели, на юге находится национальный парк Цаво Вест, к северу от Найири расположен национальный парк Найроби.

## Флора и фауна
В пустыне встречаются заросли деревьев, некоторые из них ядовиты, а некоторые колючие. В Найири также можно встретить баобабы, некоторым из которых более 2 тысяч лет. В течение короткого сезона дождей на деревьях появляются листья и цветы, в остальное время они стоят оголённые.
Животный мир представлен жирафами, слонами, носорогами, леопардами, львами, импалу. Также в пустыне обитает малый куду.